# Španovica
Španovica je hrvatsko naselje položeno uz cestu Pakrac – Požega koje se nalazi otprilike na pola puta između Pakraca i Požege, na prijevoju između Papuka i Psunja. Do II. svjetskog rata su ga nastavali Hrvati, doseljeni oko 1865., pretežito iz Ravne Gore u Gorskom kotaru. Stanovnici su ponajviše bili šumski radnici te manjim dijelom poljodijelci i stočari. Okolna manja sela bila su nastanjena stanovnicima uglavnom srpske etničke pripadnosti.
Selo su u rujnu 1942. godine spalili partizani, pri čemu su 142 stanovnika (od njih oko 1300) pobili i spalili 227 kuća, a sve preostale protjerali. Komunističke vlasti nisu dopustile da se to selo obnovi ni nakon dovršetka II. svjetskog rata.
Povijest Španovice detaljno je opisao Tonči Erjavec u knjizi Španovica. Kronika nastajanja i nestanka objavljenoj 1992. g.

## Stanovništvo
Nakon Drugog svjetskog rata na području Španovice je ostalo nešto etničkih Srba u okolnim zaselcima, a doseljeno je na to područje i 50-ak Srba i Bosne i Hercegovine.
Prema popisu stanovništva iz 2011. godine Španovica je imala samo 23 stanovnika: nakon paleži sela i protjerivanja stanovništva 1942. godine selo nije obnovljeno, a do kraja komunističke vladavine u Hrvatskoj nije se o selu zapravo ni smjelo pričati.
| broj stanovnika |       | 293   | 548   | 738   | 999   | 1289  | 1088  | 1285  | 120   | 247   | 271   | 248   | 194   | 191   | 31    | 23    | 14    |
|                 | 1857. | 1869. | 1880. | 1890. | 1900. | 1910. | 1921. | 1931. | 1948. | 1953. | 1961. | 1971. | 1981. | 1991. | 2001. | 2011. | 2021. |

Područje na kojem je nastalo selo Španovica nalazi se uz rijeku Pakru, desetak kilometara od Pakraca, omeđeno strmim obroncima Psunja i blagim brežuljcima Papuka. U blizini prolazi cesta Pakrac–Požega. Sredinom XIX. st. područje je bilo nenaseljeno i koristilo se kao ispasište za stoku okolnim selima. 
Godine 1865. od prijašnjih vlasnika, veleposjednika, zemljište je otkupila Bečka banka (Wienerbankverein), razdijelila ga na jednake parcele i dala u prodaju, uz povoljne uvjete otplate na 30 godina. U godinama 1865-1870. naselili su se ondje Hrvati iz Gorskog kotara (najviše iz Ravne Gore, zatim iz Mrkoplja, Starog Laza, Lokvi idr.), te nešto Slovenaca. Tako je nastalo selo Španovica. Dobilo je ime po "Španu", grofovskom nadgledniku. Naseljenici su se uglavnom bavili poslovima u šumarstvu (drvosječe, radnici u pilanama, prijevoznici i dr.), za koje je u tom dijelu Slavonije postojali dobri uvjeti, te je u narednim desetljećima selo bilo dosta prosperitetno i naraslo do približno 1.300 stanovnika.

### Gospodarski život
Krčenjem su stanovite površine uređene za poljoprivredu. Zemlju uglavnom obrađuju žene, te manji broj muškaraca, koji svojim konjskim spregama oru zemlju i za ostale obitelji. Žene su vodile i brigu o stoci. Muškarci su uglavnom radili kao šumski i drvodjeljski radnici, boraveći često u šumskim "bajtama"; to je bio glavni izvor prihoda porodice. Pravih seljaka u Španovici gotovo da i nema. Neki, imućniji, postajali su "akordanti", radnici na ugovor sa svojim konjima, kolima i dr, koji su unajmljivali i druge da rade za njih. Neki su bili i kirijaši (prijevoznici). To dovodi do određene socijalne diferencijacije u selu.
Nakon prvog svjetskog rata, osim na Papuku i Psunju, muškarci odlaze na rad i na Moslavačku goru, Petrovu goru, Kozaru i Motajicu, te u mjesta u Bosni u kojoj postoji drvna industrija.
Oni koji su radili na Psunju i Papuku silazili bi u selo u subotu navečer i vraćali se u ponedjeljak u zoru. Oni koji su na rad odlazili dalje, dolazili su kući tek svaka dva-tri mjeseca.
Dječaci su zarana počinjali raditi u šumi, dok su djevojčice od dvanaeste godine odlazile u gradove (Pakrac i dalje do Zagreba, pa i u Beograd) kao sluškinje i dadilje ("kinderfrajle"). Time bi zaradile novac za miraz. Nakon udaje, ostajale su u selu. Donosile su neke vještine i navike gradskog života u vođenju domaćinstva, kuhanju, šivanju.
Zahvaljujući primjeni naprednijih metoda u poljoprivredi i stočarstvu, te stalnoj zaradi u novcu kao i političkoj blagonaklonosti tadašnjih vlasti prema katoličkim selima, Španovčani su dobro napredovali, u usporedbi s okolnim selima srpskih starosjedilaca, koji se bave stočarstvom na stari, polunomadski način. Od njih se razlikuju i jezikom: osobiti dijalekt kajkavskog. Starosjedioci ih nazivaju "Kranjcima" (a Španovčani njih "Vlasima"). Ušteđenim novcem, Španovčani kupuju novu zemlju i šire se. Za razliku od uobičajenog niskog nataliteta u Slavoniji, imali su dosta djece. Godine 1865. bilo je 96 parcela, a pred drugi svjetski rat bila je u selu 251 kuća. Dio Španovčana naselio se i u obližnja srpska sela Dragovići, Branešci, Ožegovci i Bučje (ukupno 46 hrvatskih kuća 1941).
U godinama 1909. – 1914. pedesetak seljana iselilo se u SAD. Grupa mladih ljudi otišla je 1927. – 1929. na rad u Argentinu, gdje su radili polurobovski. Nekoliko Španovčana ostali su živjeti u Francuskoj, jedan je završio u Turskoj, jedan u SSSR-u.
S obzirom na dobar gospodarski razvoj, u selu se razvija i trgovina i obrt. Uslugama španovačkih obrtnika (mlinara, strojobravaara, stolara, postolara, kolara, opančara, bačvara, kovača, krojača, mesara itd.) koriste se i stanovnici 20-ak okolnih sela. Pred drugi svjetski rat u selu je bio 46 raznih uslužnih obrtnika, dvije pekare, tri mesnice, šest trgovina, pet gostionica i tri kuglane. Elektrifikacija je krenula iz mlina Franje Vajzera i braće, te se širila s glavne ceste na obje strane sela. Poštanski ured otvoren je 1905. i služio je sve do 1942. za 40-ak sela u općinama Dragović i Bučje.

### Kulturane prilike
Španovčani su zadržali goranski govor i druge kulturalne običaje, razlikujući se izrazito od Slavonaca. Osobiti španovački dijalekt, koji su doseljenici donijeli iz Ravne Gore 1865, praktički je izumro kada su se Španovčani raselili. Godine 1945., kada su mnogi u kolonama bjegunaca prolazili kroz Sloveniju, neke su spasili slovenski partizani jer su ih po govoru smatrali "svojima". Slavonci su ih naprotiv upravo po govoru prepoznavali kao Španovčane, i ubijali.
Jedan od običaja koje su donijeli iz Gorskog kotara bile su masovne i bučne maškare, što u Slavoniji nije običaj. Crkva i škola su maškare strogo zabranjivale: svećenik je prijetio kaznom Božjom, a učitelj kažnjavao šibom i "reštom"; to nije pomagalo.
Zbog najamnog rada, kultura je bliža gradskoj, nego seoskoj. Španovčanin nije bio seljak, već radnik, proleter. Prve kuće bile su sagrađene od drveta, a već drugo pokoljenje zamijenilo ih je zidanicama pokrivenim crijepom. Ne nose narodne nošnje, nego se oblače "po gradski". U prehrani, za razliku od Slavonaca, i nakon 70 godina zadržali su ljubav prema palenti (žgancima), uobičajenoj hrani Gorana. Ljeti se jelo mnogo ribe, ulovljene u Pakri i okolnim potocima. Mlijeka i mliječnih proizvoda bilo je u izobilju. Meso se jelo u pravilu jednom tjedno.
Odnosi u obitelji su izrazito patrijarhalni. Muž, koji svaki mjesec u kuću donosi novac, glava je obitelji. Otac, koji bi imao sinove za rad u šumi, nakon približno 50. godine starosti ostajao bi kod kuće na poljoprivredi sa ženama i djecom, ali i dalje je bio glava obitelji. Upravlja bi kućnim budžetom i po potrebi davao novac sinovima i snahama, ili ga trošio za zajedničke potrebe. Španovčani su se ženili gotovo isključivo unutar sela.
Društveni život odvijao se osobito tijekom nedjelje, kad su muškarci u selu. Muškarci su se od jutra okupljali u kuglanama, momci povremeno igrali nogomet, djeca tjerala obruč. Djevojke su cijelo poslijepodne šetale "korzom", cestom kroz cijelo selo, u grupama po četiri-pet. Nije bilo djevojke bez dobre gradske garderobe za taj dan: haljine po posljednjoj modi, fine cipele, nakit, frizure, šminka, pa i parfemi. Novac su dobivale od roditelja ili ga same zaradile u gradu. Zbog njih su nedjeljom dolazili i momci iz Pakraca i Prekopakre. Momci su šetali odvojeno, obavezno u finim odjelima, a posljednjih godinama pred rat sve su se više kroz selo "producirali" na novim biciklima.
Tamburaši su počinjali svirati već nedjeljom rano popodne u gostionicama, a od 1936. nedjeljni "bal" održavao se u novosagrađenom Vatrogasnom domu. Plesao se valcer, polka, tango, sving i vanstep (od engl. "One-Step"). Plesalo se i narodno kolo "seljančica". Od narodnih pjesama najviše su pjevane slovenske, zatim starogradske, slavonske i dalmatinske.

#### Školstvo
Većina doseljenika u Španovicu bila je pismena, jer u Ravnoj Gori je pučka škola postojala još od 1786. i školovanje je bilo obvezno i za mušku i za žensku djecu. U Slavoniji je međutim u doba njihovog doseljenja jedva desetina stanovništva bila pismena. Opća pučka škola otvorena je u Pakracu tek 1878. Zgrada pučke škole u Španovici izgrađena je i otvorena 1884, pa je tako jedna generacija ostala neškolovana. Bilo je predviđeno i učenje mađarskog, ali je nakon prosvjeda i mnogo natezanja ipak zadržan samo hrvatski. Tek 1930. jedan je Španovčanin krenuo na daljnje školovanje i završio učiteljsku školu u Pakracu. Kasnije ih je još nekoliko otišlo u srednje škole, a prvi fakultetski obrazovani Španovčanin (veterinar) je Tonči Erjavec, pisac knjige Španovica.

#### Religija
Za razliku od drugih katoličkih sela pakračke okolice i Slavonije, Španovčani su bili slabi vjernici. Crkva je sagrađene tek 1929. godine, a i tada su u nju zalazile uglavnom starije žene, djeca, stariji muškarci i djevojke. Tek svake treće nedjelje misu je održavao kapelan iz Pakraca. Sva vjenčanja, odzivi i krštenja obavljala su se u župnoj crkvi u Pakracu. Uzrok je tomu zacijelo bio u mentalitetu i načinu života šumskih radnika, ali također i u jakim socijaldemokratskim i antiklerikalnim utjecajima u selu. Španovčani, proleteri, nisu imali vjerske potrebe kao za zemlju vezani slavonski poljodjelci. Kada bi došli iz šume, tražili su svjetovnije oblike okupljanja i razonode.

### Međunacionalni odnosi
Španovčani su se jasno razlikovali od srpskih susjeda običajima, odjećom, govorom, zanimanjem. Međutim, do iza Prvog svjetskog rata nikada nije bilo "međunacionalnih" incidenata. Bilo je noćnih krađa, što je doseljenicima teško padalo jer u Gorskom kotaru krađa je gotovo posve nepoznata. Jedna uzrečica je govorila: "Šokcu je da slaže, a Srbinu da ukrade." No to su ipak bili samo pojedinci, a bilo je i prijateljstava i kumstava, te tradicionalne gostoljubivosti.

### Politika: socijaldemokratska agitacija
Od početka XX.stoljeća, u selo dolaze socijalistički agitatori. Socijaldemokratska stranka Hrvatske i Slavonije (SDSH) bila je osnovana u Zagrebu 1894, a prvi javni skup u Španovici održan je 1907. Mnogi se počinju nazivati "socijalistima". Pred prvi svjetski rat pojavljuje se i grupa "američkih" socijalista, povratnika iz SAD koji su sa sobom donijeli nove ideje. U to doba međutim pravo glasa je vrlo ograničeno. Jedva da ikoji Španovčanin ima pravo glasa, pa politički život u pravom smislu riječi ne postoji.

## Razdoblje Prve Jugoslavije (1918. – 1941.)
U jesen 1918. na području Austrougarske ima mnoštvo vojnih bjegunaca, koji stvaraju odmetničke grupe zvane zeleni kadar. Među njima su zabilježena imena 24 Španovčana.

### Komunistička utvrda 1920.
Nakon I. svjetskog rata u selu se obnavlja rad Socijal-demokratske stranke. Španovčani pažljivo prate događaje u Rusiji, gdje nakon socijalističke Oktobarske revolucije vlast preuzimaju komunisti i nakon Ruskog građanskog rata nastaje Sovjetski Savez. Na sastanke SDSH u Španovicu dolazi sekretar te stranke Nikola Kovačević, brat Save Kovačevića, znamenitog partizanskog komandanta u Drugom svjetskom ratu.
U SDSH ubrzo dolazi do raskola na lijevo i desno krilo. Većina u Pakračkom kraju prilazi novosnovanoj Socijalističkoj radničkoj partiji (komunista) (od 1920. godine, Komunistička partija Jugoslavije.) SRP(k), odnosno KPJ, imala je u Španovici partijsku organizaciju, u kojoj je bilo do 20 članova. Na općinskim izborima održanim u ožujku 1920. Španovčani su listom glasovali za komuniste, koji zahvaljujući njima u općini Dragović od 12 odborničkih mjesta dobivaju tri. Samo jedan čovjek u selu nije glasovao za njih. Slično se ponovilo i na izborima za Ustavotvornu skupštinu 17. listopada 1920. Okolna srpska sela glasuju velikom većinom za Demokratsku stranku, a druga hrvatska sela u kotaru Pakrac za HRSS.
Međutim, 30. prosinca 1920. beogradska Vlada donosi Obznanu, zabranivši rad KPJ. Sljedeće dvije godine selo je žrtva svakodnevnog žandarskog terora u suzbijanju "komunističkih agitatora". Partija je gotovo nestala: od 170 članova s područja kotara Pakrac ostalo ih je samo šest. Njihovi članovi i simpatizeri prelaze u Radićev HRSS i time Španovica gubi svoju političku posebnost. U programu HRSS pronalaze dva privlačna elementa: borbu za republiku i borbu za socijalna prava. S obzirom na to da su Srbi, generalno, bili pristalice monarhije a Hrvati republike, politički se sukobi sve više pretvaraju u nacionalne. To se događa i u pakračkom kraju.

### Adventisti
Tijekom razdoblja između dva svjetska rata u tom se kraju širila vjerska sekta adventista (subotara). Između sebe zvali su se "brate" i "sestro". Nisu jeli svinjetinu. Nisu priznavali Papu ni bilo kakve hramove; tvrdili su da je Crkva svuda gdje se čovjek moli. Bili su črvsto međusobno povezani, pošteni, iskreni, dobroćudni. Među njima je bilo Hrvata, Srba, Talijana, Čeha;nacionalne razlike potpuno su odbacivali kao osnovu pripadnosti.

### Početak međunacionalnih sukoba
Dan poslije atentata Puniše Račića u Narodnoj skupštini u Beogradu, 20.lipnja 1928, seljaci iz Kukunjevaca (Srbi) presreli su i napali vilama, motikama i sjekirama Brezinčane, koji su, njih oko 200, išli na politički zbor u Pakrac. Bilo je i teže ranjenih. Smrt Stjepana Radića danima je oplakivana u svim španovičkim kućama kao smrt nekog najbližeg. Slijedila je Šestosiječanjska diktatura, a svjetska ekonomska kriza znatno pogađa i španovačke šumske radnike, smanjivanjem nadnica i rastom cijena.
1930-ih godina obnavlja se rad KPJ u Pakracu i rad sindikata. Šumski radnici štrajkaju 1936. više od dva mjeseca. Dolazi do sukoba pristalica dvije sindikalne organizacije, starijih Ujedinjenih radničkih sindikata pod utjecajem komunista i mlađih Hrvatskih radničkih sindikata pod kontrolom HSS. Sam HSS se polarizira na desno i lijevo krilo, što se događa i u Španovici.
Za Hrvate, ubojstvo kralja Aleksandra 1934. bio je događaj za veselje, a ne tugu. U okolnim srpskim selima u drugoj polovici 1930-ih pojavljuju se četničke poluvojne formacije vezane uz Jugoslavensku radikalnu zajednicu. Kako bi zaštitili Hrvate HSS ustrojava obrambene postrojbe Zaštite, tako se jedna zaštitarska postrojba ustrojava i u Španovici.
Hrvatska Španovica bila je okružena okolnim selima nastanjenim pretežnosrpskim življem, te su pristalice radikalnih srpskih politika vršili pritisak na Hrvate. Početak međunacijonalnih sukoba obilježilo je mučko ubojstvo jednog Hrvata Španovčana, koji se vraćao s vojne vježbe, 18. listopada 1938. Njega je u selu Kusonje dočekala skupina srpskih šovinista iz Kusonja,  te su ga zatukli kolcima. Ovo zvjersko ubojstvo jednoga mladića samo zato što je bio Hrvat pročulo se po cijeloj Slavoniji. Na sprovod su mu došli predstavnici mnogobrojnih hrvatskih udruga, stranaka i crkve od kojih se isticala HSS-a. Bilo je i drugih incidenata, u kojima se prepoznavala rastuća nacionalna netrpeljivost; Srbi su bili ti koji su u pravilu imali moć države iza sebe.

## Drugi svjetski rat
U danima Travanjskog rata i uspostave NDH 1941. godine, pripadnici HSS-ove Seljačke zaštite se pojavljuju naoružani lovačkim puškama i s nekoliko komada ručno izrađenog oružja. Razoružavaju pripadnike kraljevske jugoslavenske vojske, koji u konfuziji tumaraju, te tako dolaze do oružja. Ubrzo će međutim ustaška vlast ukinuti Zaštitu, bojeći se toga što su oni odani Vladku Mačeku, a ne Anti Paveliću. Zabranjeno je djelovanje svih političkih stranaka, pa i HSS.

### Uspostava ustaške vlasti
Prvi ustaški tabornik Španovice bio je predratni HSS-ovac Tonič Vrtar, a za općinskog načelnika općine Dragović, umjesto Srbina iz Kusonja izabranog na općinskim izborima 1940, postavljen je Španovčanin Dolfi Podobnik. Vrtar je bio imenovan za tabornika zato što u selu nije bilo ni jednog predratnog ustaše. Vrtar i Podobnik su se usprotivili masovnim represijama protiv Srba, smatrajući da odgovornost trebaju snositi samo oni koji su povrijedili zakon. Obojica su smijenjeni već u lipnju.
Drugi ustaški tabornik bio je Tonči Krizmanić, koji u jesen 1941. napušta dužnost, uz riječi »Idem iz ovog pakla«. Dobrovoljno se javio u Legiju za istočno bojište. Borio se kod Staljingrada, bio zarobljen i dobrovoljno postao borac Crvene armije, a poslije rata živio u Njemačkoj.
Općina Dragović preimenovana je u "Španovica", te je njezino sjedište preseljeno u Vatrogasni dom u Španovici. Odmah započinje gradnja nove općinske zgrade uz korištenje prisilnog rada srpskog stanovništva. Dovršena je u travnju 1942. U njenom podrumu ujedno je bio zatvor, kroz koji su uhićenici prolazili na putu do stacionarnih zatvora u Pakracu i Lipiku ili logora Jasenovac.

### Ustaška satnija i pripremna bojna
Nova ustaška vlast, proglašena u Zagrebu, ubrzo osniva svoje vojne i paravojne jedinice. Ustašama sa strane odmah se pridružilo 13 Španovčana koji ulaze u sastav nepotpune ustaške satnije (vidi članak Ustaška vojnica) sa sjedištem u Španovici, koja ima svega 40 vojnika. Uz nju je formirana Ustaška pripremna bojna, koju čine dobrovoljci, koji žive kod svojih kuća, bez uniforme i bez plaće. Obavezni su javiti se na stražu ili u akciju kada dobiju poziv. Samo neki imaju oružje stalno, ostali ga dobivaju tek kad kreću u akciju. Zauzvrat, nisu podlijegali mobilizaciji za redovne vojne formacije. Od 509 španovačkih muškaraca, oko 150 ih je bilo u toj bojni: kad bi neki domobran došao kući na dopust, upisivao bi se u pripremnu bojnu i ostao u selu.
Na čelu pripremne bojne bio je ustaški zastavnik Ivica Vuletić iz Dervente, jedini "stranac" i profesionalac. Agresivni Vuletić, iako je uz njega postojao i jedan poručnik, bio je pravi gospodar uporišta. Uz njega je desetak povjerljivih pratilaca koji poslušno izvršavaju svako njegovo naređenje. Među njima je i jedan Srbin, koji je, da bi dokazao odanost ustašama, navodno ubio rođenu majku i sestru; navodno su i njega ustaše na kraju ubili.

### Oružane formacije
Nakon uspostave nove vlasti NDH, uskoro se pojavljuju srpske paravojne skupine u zaseocima oko Papuka i Psunja.
Četnički napad u okolici Španovice izveden je 9. – 10. studenoga 1941. Zbog napada na Hrvate na tome području u Španovici, stanovništvo oko Psunja i Papuka 1941. seli.
Na dan sv. Save u siječnju 1942. godine. četnici zauzimaju zgradu Općine u Bučju nakon čega dolazi do okršaja s Oružništvom NDH. U borbama stradavaju zgrada općine i mjesna crkva, ali se Oružništvo moralo povući.U ožujku kontrolu nad Bučjem preuzimaju partizani, a sve 23 hrvatske obitelji iseljavaju: većinom u Španovicu, nekoliko u Požešku kotlinu.
Krajem ožujka izvedena je velika kombinirana akcija vojske NDH na Psunj. Vjeruju da su uništili sve partizane. U Španovici je i dalje stacionirana nepotpuna satnija Ustaške vojnice s jednim poručnikom, tri dočasnika i 36 profesionalna vojnika, među kojima je 12 Španovčana. Glavninu su činili Bosanci i Hercegovci, koji su u klanju slavonskih Srba vidjeli i svoje namirivanje računa s bosanskim četnicima. Među njima i dalje stvarnu vlast ima spomenuti Vuletić. Oko sela su po voćnjacima iskopani grudobrani. U svakom bi "bunkeru" noću stražarila tri čovjeka, s jednom puškom i dvije poljoprivredne alatke.
Već početkom svibnja četnici se ponovno pojavljuju u okolici. Svakim danom ubijaju sve više civila Španovčana u svojim pomahnitali napadima. Uhvaćeni Hrvati često su prije smrti mučeni. Do napada na Španovicu 5. listopada 1942. ubijeno je na razne terorističke načine 13 muškaraca, dva starca i dvije žene. Dvoje lojalnih Srba iz okolice ubili su četnici optužujući ih za špijunažu: dovoljno je bilo to, što su ih iz Španovice pustile žive.
Strana ustaška straža, na čelu s Vuletićem, maltretira i mještane Španovice. Pričuvna postrojba ustrojena za mobilizaciju mještana počela se osipati jer se mještani Španovice izbjegavaju javiti se na pozive.
U drugoj polovici 1942. ustaše započinju operaciju čišćenja naoružanih četničkih bandi u okolici s namjerom potpunog uništavanja svih srpskih paravojnih formacija na području kotara Pakrac. U toj akciji sudjeluju, uz stražarsku posadu iz Španovice, također i jedinica iz Lipika. U akciji su se sukobili s nekoliko stotina srpskih militanata iz sela Kusonje i Dragovići koji su 13. kolovoza 1942. u povlačenju satjerani u crkvu u Kusonjama, koja je nakon sukoba izgorjela. Krajem kolovoza i početkom rujna 1942. zbog odbijanja da se odazovu na mobilizaciju odvedeno je na prisilni rad oko 15 osoba; navodno su zbog odupiranja odvođenju na prisilni rad neki i ustrijeljeni.
Popis žrtava iz Podpapučkih sela, napravljenom ubrzo nakon rata, bilježi 209 poginulih Srba i 1.616 poginulih Hrvata pretežno iz Španovice i okolnih sela.

### Pokušaj pobune u kolovozu 1942
Neraspoloženje seljaka iz Španovice prema ratu i strah za vlastitu sudbinu gomilali su se u drugoj polovici 1942. zbog zvjerstava koje su činili neki srpski banditi prema Španovčanima koji su radili kao šumski radnici, a još više zbog četničkih prijetnji za uništenje Španovice.
Istodobno su seljaci su otvoreno prosvjedovali protiv postupaka zapovjednika stražarske posade stacionirane u Španovici. Tabornik Toma Skender, domaći čovjek ustaje protiv naredbe za akciju na susjedno selo Branešce 11. kolovoza 1942. radi eliminacije ubojica nekih ubijenih mještana. Uz tabornika je cijelo selo i većina pričuvnika iz Pripremne bojne.  Zapovjednik Vuletić je uhitio tabornika i nekoliko pripadnika pripremne bojne, a ostalima zaprijetio da će im sam suditi. Oduzima oružje od kuće do kuće svim članovima Pripremne bojne i prevozi ga u zapovjedništvo bojne u Lipik. Potom saziva seljake pred zgradu općine i s prozora na katu, drži prijeteći govor o izdajicama iz sela.
Seljani pak iz svoje kože niti su mogli, niti su smjeli, niti su znali kako se obraniti ali su vjerovali da su ubojice njihovih sumještana došli iz Dragovića i Kusonja, a ne iz Branešaca. Međutim oni strahuju za živote i ne smiju ništa poduzeti ni zbog Vuletića, ni zbog četnika.  Naposljetku je dva događaja nakon ove "pobune" unutar Španovice uslijedo osvetnički napad na sela Dragović i Kusonje, uz sudjelovanje odreda vojnice.

### Partizanska ofenziva na Španovicu
Koncem rujna 1942. iznad Daruvara na Papuku okupili su se partizani s namjerom da napadnu grad. U posljednji čas Daruvar je dobio vojna pojačanja od oko 900 vojnika, te partizani odlučuju izvesti totalni napad na trenutno nezaštićenu Španovicu. Prije napada, održani su govori borcima, usmjereni na to da se napad pretvori u genocidni pohod s ciljem potpunog istrebljenja hrvatskoga naroda. Tako je genocidna krilatica glasila; "U Španovici ni mačka neće ostati živa."
U genocidnom pohodu uništenja svega hrvatskog, djece, žena, staraca sudjelovalo je ukupno oko 1700 partizana. Na području Španovica-Dragović bilo je tada svega 40 slabo naoružanih stražara stožerne satnije. U selu se nalazilo 60 nenaoružanih seljaka koji su trebali biti pričuva za mobilizaciju. Napad je započeo oko ponoći 4. – 5. listopada 1942. Odmah nakon početka napada svi seljaci povukli su se bez otpora u svoje kuće. U roku od pola sata napadači su počeli s ubijanjem civilnog stanovništva.
Zapovjednik straže koja je čuvala selo zastavnik Ivica Vuletić, s desetak preživjelih španovačkih seoskih stražara, uspio se izvući iz obruča prema Pakracu. U zauzetom selu su napadači počinili stravična ubojstva, klanja, silovanja, mučenja, spaljivanja živih.
Misleći da je selo još branjeno, zbunjeni napadači s jednog su kraja sela pucali na drugi kraj, pucajući jedni na druge. U tim međusobnim okršajima prema izvještajima poginulo ih je 12, a 44 ranjeno.
U pomoć selu pokušala se probiti stražarska vojnica iz Pakraca, no napadači su spriječili njihov proboj. Idući dan deblokadu sela pokušalo je osigurati Zrakoplovstvo NDH, bombardirajući partizanske položaje.
Sljedećeg dana, nakon opsežnih uništavanja, napadači se povlače iz Španovice, ostavljajući za sobom mrtve civile i potpunu pustoš. Opljačkali su 600 kola hrane i ostale imovine, ukrali preko 1500 grla marve, mnogo konja i više od 800 svinja.

### Likvidacije zarobljenika
Preživjele zarobljene žene i djeca nakon tortura i silovanja pušteni su kućama. Muškarce odvode iznad Gornje Šumetlice, u brdo, gdje ih ispituju i strijeljaju. Ubijani su svi muškarci koji su uhvaćeni. Oko 40 preživjelih muškaraca je strijeljano odmah, a neki su predani srpskim lokalnim bandama, tako dvojicu puštenih su malo kasnije mučili i ubili okolni seljaci.
Onima koji su pošteđeni, u utorak 6. listopada popodne održan je politički govor. Govorili su dvojica, jedan od njih bio je Karlo Mrazović. Rekli su im da rat nije završen. Rečeno je da su kažnjeni jer žele svoju državu.
Većina civila je ubijena u selu. One seljake koji su htjeli otići prema Pakracu dočekali su u selu Gornje Grahovine, gdje su lokalni srpski seljaci iz zasjeda pobili sve muškarce, žene i djecu ubivši ih poljoprivrednim alatkama. Dvojica Španovčana u selu živi su spaljeni. Jedan muškarac nađen je u Dragoviću zaklan, s vlastitim testisimau ustima.

### Ustaška odmazda
Povlačenje partizana nije značilo kraj ubijanja za Španovčane. Ubrzo nakon njihovog odlaska, 6. listopada prijepodne, u selo iz pravca Pakraca ulazi Ivica Vuletić s manjom grupom ustaša, na čelu ostale vojske u dvije kolone. Glavni zadatak bit će im dokazati "izdaju" zbog koje je pala Španovica, bez ikakvog istražnog postupka, dokaza i sudjelovanja vlasti. Kao izdajice su istoga dana strijeljeni tri muškarca, četiri žene i jedan šestogodišnji dječak. Supruga jednog od strijeljanih, 53-godišnjakinja, prebjegla je nakon toga partizanima. U zatvoru u Lipiku nešto kasnije ubijena je jedna 16-godišnja djevojka. 

### Napuštanje sela i konačno razaranje
Tijekom dva dana, 7. i 8. listopada, skupljani su leševi po okolici. Njih 40 pokopano je u zajedničku raku na groblju. Neki su pokopani i u selu. Većina preživjelih Španovčana napustila je selo u sljedeća 3-4 dana. Neki su se zadržali u Pakracu i okolici. Kasnije, u prosincu 1942, dvije žene i jedan dječak, koji su krenuli u Španovicu vaditi krumpir, zaklani su. Još ujesen 1943. žene su odlazile, kad se znalo da nema partizanskih straža, i brale voće i grožđe.
Tri tjedna nakon partizanskog napada, 26. listopada, sišli su seljaci s okolnih brda i otpočeli s pljačkom hrane i pića po podrumima. Kad su se napili i razularili od pljačke, zapalili su još pedesetak kuća, te crkvu, Vatrogasni dom i Općinu. Godine 1945. preostali zidovi crkve bili su minirani i srušeni, temeljni poravnani sa zemljom, a sav materijal odvezen i upotrebljen za gradnju kućica za poslijeratne koloniste u Novom selu. U to je doba uništeno i groblje.
Poslije rata i groblje je potpuno uništeno. Svi spomenici su srušeni, odvezeni i ugrađeni u kojekakve temelje. Put za selo Gornje Grahovljanje pomaknut je tako da vodi pravo preko groblja. Jedini grobljanski spomenik koji je sačuvan, jednog dječaka koji je umro u 10. godini, slučajno je pronađen u jednom jarku 1961. godine.
Od ukupno 251 kuće, koliko ih je bilo u selu, obnovljene su poslije rata svega 24. U Dragoviću su zapaljene samo zgrada škole, kuća firme "Slaveks" i dvije seoske kuće; ostalih 19 hrvatski kuća bilo je pošteđeno, možda zbog opasnosti da vjetar prenese vatru i na srpske kuće.

### Nelagoda pobjednika zbog osvete
Pavle Gregorić piše u knjizi NOB u sjeveroistočnoj Hrvatskoj 1942: »Unatoč svim naporima da se politički pripremi stanovništvo tih krajeva za ovu akciju, nisu se mogli izbjeći pojedini ispadi oslobođenog stanovništva, koje je donekle shvatilo ovu akciju kao osvetničku (…)« Okružnica Štaba III. operativne zone od 15. rujna 1942. upozorava da srpski narod više posmatra partizane kao osvetnike, nego kao narodne borce. »Neumorna propaganda i politički rad mora upoznati srpski narod o pravom smislu i cilju borbe partizanske vojske.«
Razorenje Španovice spominje Vladimir Dedijer u knjizi Novi prilozi za biografiju Josipa Broza Tita, u poglavlju naslovljenom "O retorziji" (osveti). »Na državni teror,  koji su u Jugoslaviji sprovodili okupatori, uz suradnju domaćih kvislinga, ljudi su u raznim krajevima odgovorili spontano, a zatim partizani organizovano, samoodbranom, retorzijom, zamenjujući, kao što su to njihovi preci radili vekovima, glavu za glavu, zub za zub.« (Dedijer, str. 709) Za širi prikaz vidi članak Žrtve komunističkog terora na području Jugoslavije 1945-1948 Razorenje Španovice jedan je od primjera. U izvještaju Treće operativne zone NOVJ lakonski se konstatira: »Ustaško uporište Španovica zauzeto je oktobra 1942, a zločinci kažnjeni, selo do temelja spaljeno.« (cit. na str. 710)

### Sudbine Španovčana 1942. – 1945.
Iseljeni Španovčani u prvi su mah preplavili Pakrac. Zatim su se postepeno raseljavali u okolna sela i u dalja mjesta. Pripremna bojna se raspala. Neki su pristupili u Domobrane, drugi u Ustašku vojnicu, neki u njemačku vojsku. Tijekom 1943. poginulo je 24 Španovčana, a 1944. njih 41, većinom kao vojnici.
Udovice su bile sretne kada bi država uzela mušku djecu stariju od 12 godina u domove i na zanate. Tako je jedan dječak u Koncentracijskom logoru Jasenovac u metalnoj radionici učio strojobravariju od jednog Židova.
Braća Franjo i Viktor Štefančić (22 i 18 godina), ustaše, postali su stražari u logoru Jasenovac. Viktor je jednoga dana 1944. prebjegao partizanima na motorkotaču s jednim Židovom. Po kratkom je postupku strijeljan: partizani mu nisu vjerovali, iako se Židov založio za njega. Istoga dana, Franjo je zbog bratovog bijega strijeljan pred strojem u Jasenovcu, rukom Ljube Miloša.
Kada su partizani 13. rujna 1944. zauzeli Pakrac, sve su španovačke obitelji opljačkane i istjerane "preko žice u bandu", tj. na područje pod kontrolom NDH.
Nasuprot uopćenom mišljenju da iz Španovice nije bilo partizana, popisi sudionika NOB navode čak 34 imena iz Španovice (računajući i Hrvate iz sela Dragović, Branešci i Bučje), od toga dvije žene. Većina su prešli u partizane iz domobrana tijekom 1943. i 1944. Trojica su bili njemački vojnici na istočnom frontu, zarobljeni od Crvene armije i kao dobrovoljci služili u njenoj Jugoslavenskoj brigadi. Od tih boraca na strani NOVJ, njih je sedmero poginulo (uključujući i jednog, ranije spomenutog, strijeljanog još 1942. zbog alkohola i nediscipline). Desetero Španovčana, ubijenih od ustaša, vode se kao žrtve fašističkog terora.

### Ukupan broj žrtava
Izvještaj Štaba III. operativne zone Glavnog štaba NOP za Hrvatsku, te dva izvještaja NDH, dobro se slažu u broju ukupno poginulih među ustašama i stanovnicima u napadu na Španovicu 5-6. listopada 1942.: 204, 205 i 220. Međutim, Tonči Erjavec, koji je anketirao sve preživjele i "snimao" stanje za svaku pojedinačnu kuću u selu, došao je do ukupne brojke od 129 poginulih Španovčana, (od toga osam žena i osmero djece), uključujući i osmero koje su ubili ustaše. Tome treba pribrojiti još sedam stranih ustaša iz satnije.
Od ukupno 594 muškarca iz sela Španovica, Dragović, Branešci i Bučje, njih 325 služili su u fašističkim i kolaboracionastičkim snagama: ustašama, domobranima i u njemačkoj vojsci. Od toga je 230 poginulo. Uključujući partizane i civile, poginulo je 317 muškaraca, te 14 žena, devet dječaka i tri djevojčice. Po godinama, poginula su trojica muškarca 1941, zatim 133 u godini 1942, 24 i 41 sljedeće dvije godine, te godine 1945. čak 116, većina pobijenih u Bleiburškom pokolju i Križnom putu. Svi koji su se pokušali vratiti svojim kućama pobijeni su. Ubijeni su i neki povratnici s rada u Njemačkoj.

## Poslijeratno zatiranje
Ubrzo poslije rata bila je donesena politička odluka da Hrvatima nema povratka u Španovicu, Dragović, Branešce i Bučje. Nema pismenih tragova kako je točno odluka donesena. Vladimir Bakarić je, "perući ruke", u srpnju 1945. na jednom savjetovanju ukazao na »negativan primjer Španovice iz koje su protjerani svi žitelji i naseljeni drugi ljudi.«

### Španovčani u radnim logorima 1945.
Početkom lipnja 1945. u Pakracu je milicija pokupila oko 140 Španovčana, većinom žena, mladeži i djece. Prebačeni su u radni logor Ovčara kod Kutjeva. Pod stražom su obavljali poljske radove. U tom logoru umrla je jedna djevojka i nekoliko djece. Pušteni su krajem rujna s propusnicom koja je vrijedila za sve pravce, osim područja između Požege i Kutine. Druga grupa od njih 56 pokupljena je dva tjedna kasnije i odvedeni u logor kod Okučana, gdje su proveli dva mjeseca na prinudnom radu. Umrlo je petero djece.

### Konfiskacija imovine
Nakon Drugog svjetskog rata, komunističke vlasti Druge Jugoslavije putem Kotarske komisije za agrarnu reformu i kolonizaciju te sudskim putem, oduzima zemlju Španovčanima. U obrazloženju takvih odluka rečeno je »da je vlasnik posjeda bio protivnik NOB-a (tj. ustaša«, da je kao narodni neprijatelj pobjegao, te je njegov posjed konfisciran. Oduzeti posjedi ušli su u zemljišni fond agrarne reforme i kolonizacije, koji se slobodno dijeli novim naseljenicima.
Španovčanima su oduzete kuće, zemlja i šume. Čak ni sudionici NOB-a i rođaci poginulih nisu dobili svoju imovinu niti odštetu. Iako su po drugim osnovama dobivali prava kao borci NOB, istovremeno im je imanje kao protivnicima NOB oduzeto.
Dok su njihova imanja dodijeljena novim kolonistima, 47 španovačkih obitelji (od toga mnoge udovice s djecom) kolonizirano jesu u listopadu 1946. u selo Gašince kod Đakova, u kuće iseljenih Nijemaca. Većina njih se kasnije iselila, ne mogavši se naviknuti na tuđu kuću.

### Španovica postaje Novo Selo
Na područje razorene Španovice kolonizirano je novo stanovništvo, pretežno Srbi iz Bosne i Hercegovine. Naziv sela je promijenjen u Novo Selo. Novi stanovnici dobili su zemlju i vlasništvo nad španovačkim nekretninama i temeljem toga ustrojene su nove gruntovne i katastarske knjige.
Po popisu stanovnika 1931. Španovica je imala 1.285 stanovnika hrvatske narodnosti. Nakon protjerivanja preostaloga preživjelog pučanstva, od kraja 1945. do kraja 1946. na prostor Španovice naseljeno je 50-ak srpskih obitelji iz Bosne koji su imali zadaću pratiti sva nepoznata vozila i ljude, da se ne bi povratio neki starosjedilački Hrvat Španovčanin. Jedino je dopuštano da na Sisvete Hrvati dođu na mjesto gdje je bilo groblje i pale svijeće.

## Domovinski rat i današnja situacija
Godine 1990., na prvim slobodnim izborima, na području Pakraca nisu bile organizirane HDZ ni druge hrvatske stranke, ali ni Srpska demokratska stranka. Ogranci HDZ bivaju osnovani tek nakon izbora. Srpska demokratska stranka (SDS) osnovala je svoju mjesnu organizaciju i u Novom Selu. Dolazi do brzog nacionalne podjele i prvih oružanih incidenata.
Godine 1991., srpsko stanovništvo Novog Sela pridružilo se ustanku Srba u Hrvatskoj. U kolovozu 1991. proglašena je SAO Krajina na području Zapadne Slavonije. Početkom prosinca 1991. pred napadom hrvatske vojske iz Daruvara, Požege, Novske i Pakraca srpske snage se povlače, a snage lokalne Teritorijalne obrane djelomično raspadaju bijegom lokalnih Srba u Bosnu i dalje. Novo Selo (Španovica) evakuirana je 16. prosinca 1991.; među njima JNA prisilno evakuira i pet hrvatskih obitelji. Deset dana kasnije hrvatska 127. virovitička brigada (zapovjednik Đuro Dečak) ušla je u Dragović i Novo Selo (Španovicu).
Nakon dolaska UNPROFOR-a, Novo Selo se našlo u Zaštićenoj zoni UN (UNPA), ali je ostalo pusto. Godine 1993. donesena je odluka o vraćanju imena "Španovica". Konačno je oslobođeno u akciji "Bljesak" u svibnju 1995.
Na obnovi sela i povratu imovine od godine 1993. radi Zavičajna zajednica Španovčana.

## Šport
U naselju je do Drugog svjetskog rata postojao nogometni klub ONK Ratar Španovica.

## Poznate osobe
- Josip Oblak, hrvatski politički emigrant i revolucionar